# Neverdalen
Neverdalen est une localité du comté de Nordland, en Norvège.

## Géographie
Administrativement, Neverdalen fait partie de la kommune de Meløy.